# 里維埃拉莊園 (加利福尼亞州)
里維埃拉莊園（英語：Riviera Estates）是位於美國加利福尼亞州萊克縣的一個非建制地區。該地的面積和人口皆未知。

## 地理
里維埃拉莊園的座標為38°58′51″N 122°44′39″W / 38.98083°N 122.74417°W，而該地的平均海拔高度為454米（即1489英尺）。